# Ken Giles
Kenneth Robert Giles (ur. 20 września 1990 w Albuquerque) – amerykański baseballista występujący na pozycji miotacza (relief pitchera) w Toronto Blue Jays.

## Przebieg kariery
W czerwcu 2009 został wybrany w 44. rundzie draftu przez Florida Marlis, jednak nie podpisał kontraktu z organizacją tego klubu, gdyż zdecydował się podjąć studia w Yavapai College, gdzie w 2011 grał w drużynie uniwersyteckiej. W czerwcu 2011 został wybrany w siódmej rundzie draftu przez Philadelphia Phillies i początkowo grał w klubach farmerskich tego zespołu, między innymi w Lehigh Valley IronPigs, reprezentującym poziom Triple-A. W Major League Baseball zadebiutował 12 czerwca 2014 w meczu przeciwko San Diego Padres. 10 sierpnia 2014 w spotkaniu z New York Mets zanotował pierwsze zwycięstwo w MLB.
1 września 2014 w meczu przeciwko Atlanta Braves wraz ze starterem Cole'em Hamelsem i dwoma relieverami, Jakiem Diekmanem i Jonathanem Papelbonem, zaliczył no-hittera; to 11. combined no-hitter w historii MLB i 12. no-hitter w historii klubu.
12 grudnia 2015 w ramach wymiany zawodników przeszedł do Houston Astros. 30 lipca 2018 w ramach kolejnej wymiany został oddany do Toronto Blue Jays

## Nagrody i wyróżnienia
| Nagroda/wyróżnienie      | Lata | Źródło |
| Zwycięzca w World Series | 2017 | [ 1 ]  |